# Derbywallaby

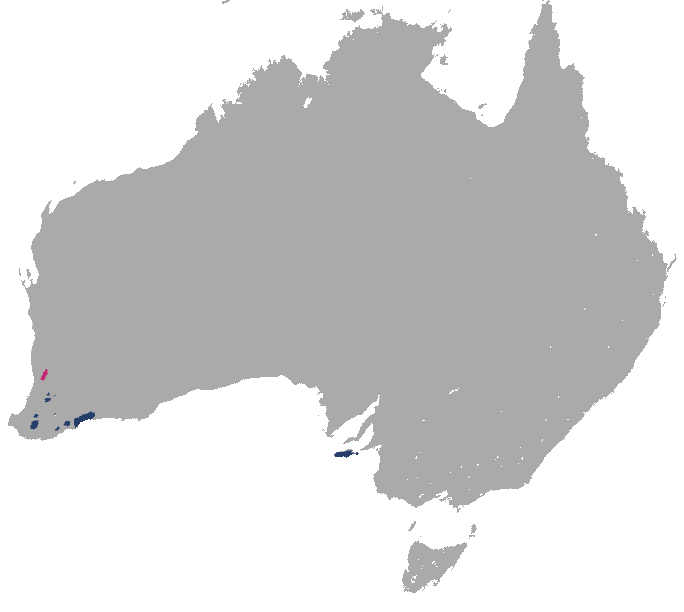
Verbreitungskarte des Derbywallabys

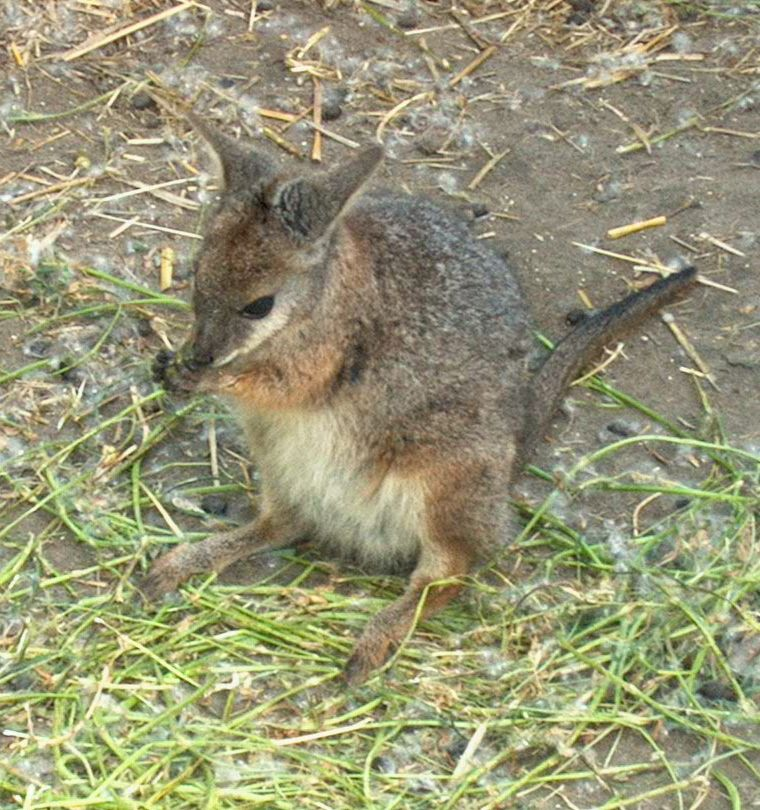
Derbywallaby

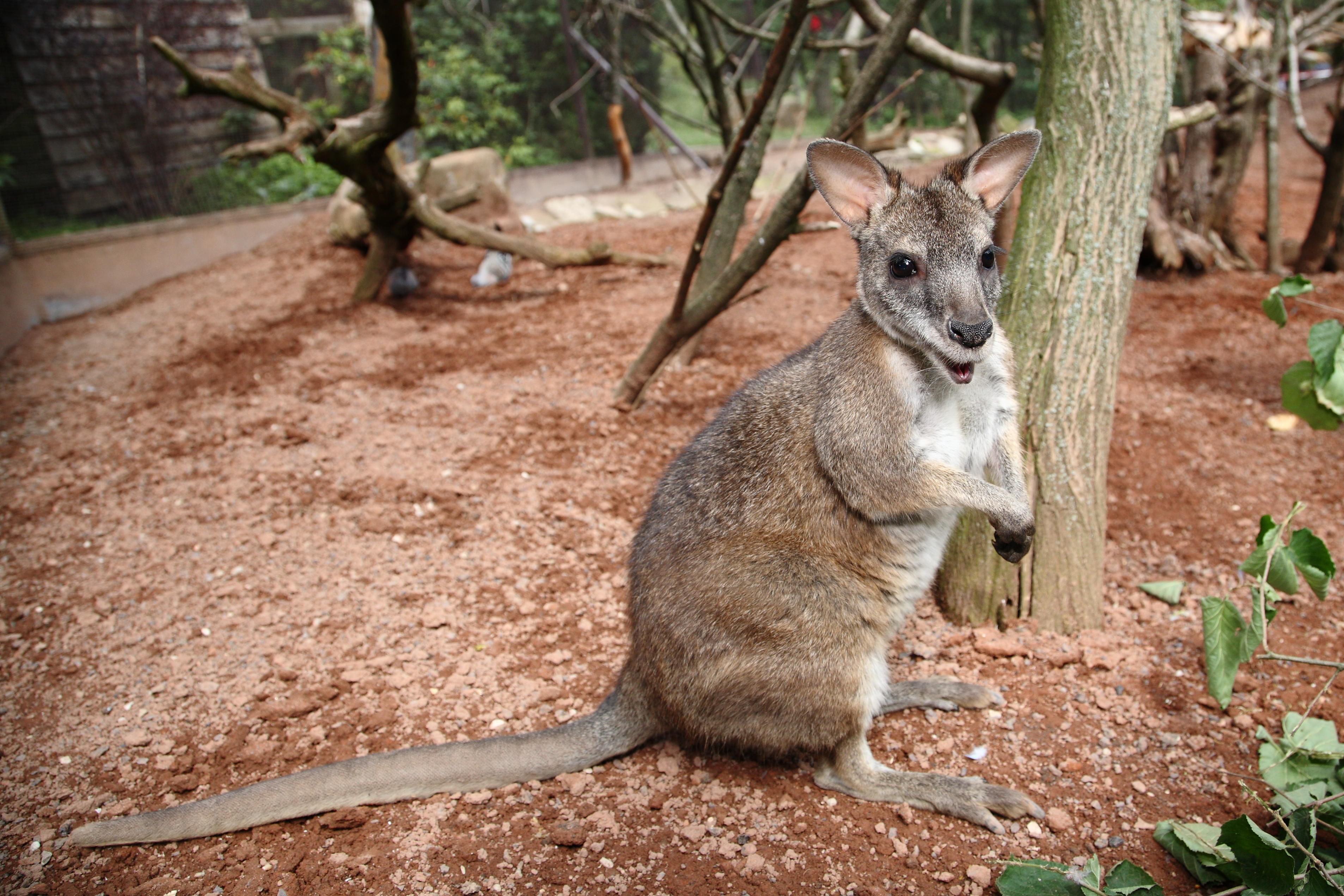
Derbywallaby im Vogelpark Heiligenkirchen

Das Derbywallaby, auch Tammar- oder Dama-Wallaby genannt (Notamacropus eugenii), ist eine Känguruart aus der Gattung der Wallabys (Notamacropus). Es ist die kleinste Känguruart und lebt in vereinzelten Gebieten im südlichen Australien.

## Merkmale
Das Fell der Derbywallabys ist an der Oberseite graubraun gefärbt, die Unterseite ist heller, meist gelblich-grau und die Beine sind rötlich. Wie bei den meisten Kängurus sind die Hinterbeine deutlich länger und kräftiger als die Vorderbeine, der Schädel ist langgestreckt und die Ohren sind groß. Die Art zeigt einen Geschlechtsdimorphismus: Männchen werden deutlich größer und schwerer als Weibchen und haben größere Vorderpfoten mit ausgeprägteren Krallen. Erwachsene Tiere sind rund 45 Zentimeter hoch, erreichen eine Kopf-Rumpf-Länge von 52 bis 68 Zentimetern und eine Schwanzlänge von 33 bis 45 Zentimetern. Das Gewicht variiert zwischen 4 und 9 Kilogramm.

## Verbreitung und Lebensraum
Bis in die 1920er-Jahre waren Derbywallabys in weiten Teilen des südlichen Australien verbreitet, bevor die Zerstörung ihres Lebensraums sie in kleine, vereinzelte Reliktpopulationen verdrängte. Heute leben sie noch im südwestlichen Western Australia sowie auf einigen Inseln vor der Küste von South Australia, etwa auf der Känguru-Insel. Seit rund 1870 gibt es eine kleine Population auf der neuseeländischen Insel Kawau.
Ihr Lebensraum sind mit dichtem Unterholz bestandene Wälder und Buschländer.

## Sozialverhalten
Derbywallabys leben in Gruppen von bis zu 50 Tieren, die im Gegensatz zu vielen anderer Känguruarten hierarchisch organisiert sind. Die Männchen kämpfen miteinander um die Führungsrolle in der Gruppe und um das Paarungsvorrecht. Durch Körperhaltungen wie das aufrechte Dastehen und das Beugen der Vorderarme wird Stärke und Dominanz ausgedrückt. Eine Gruppe beansprucht ein Revier von rund 100 Hektar Größe; dieses kann sich aber im Randbereich mit dem anderer Gruppen überlappen.
Wie alle Kängurus sind Derbywallabys ausgesprochene Pflanzenfresser, sie ernähren sich fast ausschließlich von Gräsern.

## Fortpflanzung
Da Jungtiere sehr unreif zur Welt kommen, ist es wichtig, dass sie im Januar geboren werden, um bis zu dem darauf folgenden Sommer einen gewissen Grad an Selbstständigkeit zu erreichen und die Hitze überstehen zu können. Ein falscher Geburtszeitpunkt würde die Überlebenschancen deutlich senken. Diese Planung berücksichtigt auch die Tatsache, dass das Jungtier die ersten acht bis neun Monate ausschließlich im Beutel seiner Mutter verbringt. Damit das Jungtier  mit einem Geburtsgewicht von einem Gramm, trotz der kurzen Tragzeit von 25 bis 28 Tagen, im richtigen Zeitraum zur Welt kommt, ist eine Keimruhe von bis zu elf Monaten möglich. In dieser Zeit entwickelt sich der Embryo nicht weiter, sondern ruht im Uterus, bis das einzige Jungtier dann zum optimalen Zeitpunkt geboren werden kann.
Wenn das Jungtier den Beutel verlassen hat, wird es noch weitere ein bis zwei Monate gesäugt, bevor es mit 10 bis 11 Monaten entwöhnt wird. Die Geschlechtsreife tritt mit  einem bis zwei Jahren ein.

## Bedrohung
Die Gründe für den drastischen Rückgang der Populationen Anfang des 20. Jahrhunderts sind nicht genau bekannt. Vermutet wird eine Kombination aus verschiedenen Faktoren, darunter die Zerstörung ihrer Lebensräume zur Schaffung landwirtschaftlich genutzter Flächen, die Konkurrenz durch eingeschleppte Arten wie Kaninchen und Hausschafe und die Nachstellung durch eingeschleppte Räuber wie Hauskatzen und Rotfüchse. Heute haben sich die Bestände stabilisiert und die Art ist laut IUCN „nicht gefährdet“. Die Bestände auf der Känguru-Insel haben sich beträchtlich vermehrt und werden heute als Plage betrachtet, da sie Schäden in landwirtschaftlichen Flächen anrichten. Mehrere tausend Tiere dürfen dort jährlich erlegt werden.

## Systematik
Das Derbywallaby ist eine von acht Arten aus der Gattung der Wallabys (Notamacropus). Heute werden keine Unterarten mehr geführt, früher wurden drei Unterarten unterschieden: die Nominatform Notamacropus eugenii eugenii, die in South Australia lebte und deren Bestände auf de Insel Kawau die einzigen heutigen Vorkommen sind, daneben N. e. derbianus im südwestlichen Western Australia und N. e. decres auf der Känguru-Insel.
Der Artzusatz im wissenschaftlichen Namen ist vom ursprünglichen Namen der Insel St Peter (L´íle Eugène) im Nuyts-Archipel abgeleitet.